# Taractes
Taractes — рід окунеподібних риб родини Брамові (Bramidae).
Існує два сучасних визнаних види:
- Taractes asper R. T. Lowe, 1843
- Taractes rubescens (D. S. Jordan & Evermann, 1887)